# Törnskogstunneln
Törnskogstunneln är den längsta av tre vägtunnlar som ingår i Norrortsleden, Länsväg 265. Den ligger i Sollentuna kommun och har 2+2 körfält, två tunnelrör och är 2 071 meter lång. Tunneln öppnades för trafik den 24 juni 2008. Sprängningen av tunneln började i januari 2004 vid trafikplats Tunberget, tunnelns sydvästra mynning, och från nordöst i april 2004. Tunnelgenomslag skedde 3 maj 2006 i den södra tunneln och 25 maj 2006 i den norra.

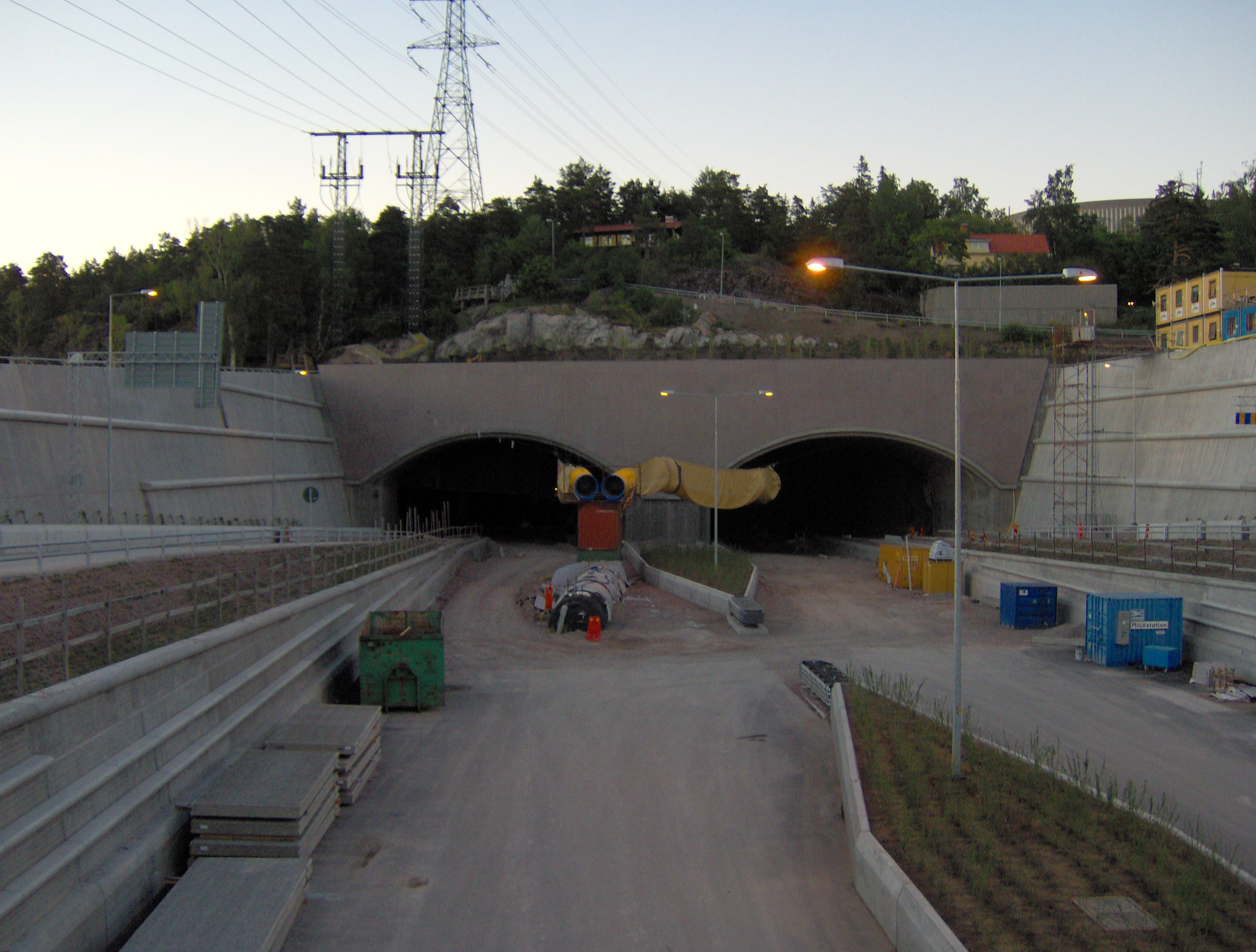
Tunnelmynningarna sedda från trafikplats Tunberget 30 juni 2006.